# Плевенско

Карта Среднедунайская равнина с Плевенско в западной части

Плевенско — историко-географическая область в Северной Болгарии, около города Плевен.
Её территория примерно совпадает с бывшим Плевенским районом — это нынешние муниципалитеты Плевен (без деревень Койловци и Мечка и города Славяново из Никопольско), Пордим, Искыр (без деревни Долни Луковит из Оряховско), Долни Дабник (без деревни Садовец из Луковицко ) и Долна Митрополия (без деревень Байкал, Брегаре, Гостиля, Крушовене и Ставерцы из Оряховско), а также город Левски и деревни Аспарухово и Обнова из Левского района. Она расположена на Среднедунайской равнине вокруг Плевенских возвышенностей. Граничит с Никопольско на севере, Свиштовско на востоке, Ловешко и Луковицко на юге, Белослатинско и Оряховско на западе.